# .ly
.ly је највиши Интернет домен државних кодова за Либију.